# Internationaux de Strasbourg 2006
L'Internationaux de Strasbourg 2006 è stato un torneo di tennis giocato sulla terra rossa. È stata la 20ª edizione del Internationaux de Strasbourg, che fa parte della categoria Tier III nell'ambito del WTA Tour 2006. Si è giocato al Centre Sportif de Hautepierre di Strasburgo in Francia, dal 22 al 28 maggio 2006.

## Campionesse

### Singolare
Nicole Vaidišová ha battuto in finale  Peng Shuai con il punteggio di 7–6(7), 6–3

### Doppio
Liezel Huber /  Martina Navrátilová hanno battuto in finale  Martina Müller /  Andreea Vanc con il punteggio di 6–2, 7–6(1)